# Ernesto Belis
Ernesto Antonio Belis (* 1. Februar 1909 in Buenos Aires; † unbekannt) war ein argentinischer Fußballspieler. Der linke Außenverteidiger nahm an der Fußball-Weltmeisterschaft 1934 teil.

## Karriere

### Verein
Ernesto Belis begann seine Karriere 1927 beim CA Excursionistas aus seiner Heimatstadt Buenos Aires und wechselte 1931 zum CA Platense, für den er zwei Jahre spielte. Anschließend spielte er für Defensores de Belgrano und kehrte 1939 zum CA Excursionistas zurück. 1944 lief er erneut für Defensores de Belgrano auf.

### Nationalmannschaft
Belis wurde von Nationaltrainer Filippo Pascucci in den Kader der Nationalmannschaft für die Weltmeisterschaft 1934 in Italien berufen. Dort erzielte er im Achtelfinale gegen Schweden, das zugleich das erste Spiel war, nach vier Spielminuten das erste Turniertor. Argentinien verlor das Spiel jedoch mit 2:3 und schied aus dem Turnier aus.